# Mister Global 2015
Mister Global 2015 fue la 2.ª edición del certamen Mister Global, correspondiente al año 2015, se realizó el 7 de marzo en el Nakarin Space, en la ciudad Bangkok, Tailandia. Candidatos de 21 países y territorios autónomos compitieron por el título. Al final del evento, Myat Thuya Lwin Mister Global 2014 de Myanmar, entregó el título a Nguyễn Văn Sơn de Vietnam como su sucesor.

## Resultados
| Posiciones                | Candidato |
| ------------------------- | --- |
| Mister Global 2014        | - Vietnam — Nguyễn Văn Sơn |
| Primer Finalista          | - Venezuela — Yuber Jiménez |
| Segundo Finalista         | - Tailandia — Apiwit Kunadireck |
| Tercer Finalista          | - Brasil — Diogo Bernardes |
| Cuarto Finalista          | - Francia — Bryan Weber |
| Semifinalistas (Top 8)    | - Puerto Rico — José López - República Checa — Jakub Šmiřák - Sri Lanka — Madura Peiris                                                                                             |
| Cuartofinalistas (Top 15) | - Chile — Cristóbal Álvarez - Filipinas — Joseph Doruelo - Indonesia — Fajar Alamsyah - Líbano — Mohammad Akl - Malasia — Tuan Mohd Faiz - Myanmar — Min Lu Lu - Perú — Bruno Yáñez |

## Relevancia histórica del concurso

### Resultados
- Vietnam ganó por primera vez Mister Global.
- Venezuela obtiene la posición de primer finalista por primera vez.
- Tailandia obtiene la posición de segundo finalista por primera vez.
- Brasil obtiene la posición de tercer finalista por primera vez.
- Francia obtiene la posición de cuarto finalista por primera vez.
- Filipinas, Indonesia, Myanmar, Tailandia y  Vietnam clasifican por segundo año consecutivo.
- Brasil, Chile, Francia, Libano, Malasia, Perú, Puerto Rico, República Checa, Sri Lanka y Venezuela clasifican por primera vez en la historia del concurso.

## Premios especiales
| Título             | Candidato                        |
| ------------------ | -------------------------------- |
| Mister Simpatia    | - Francia - Bryan Weber          |
| Mister Fotogenico  | - República Checa - Jakub Šmiřák |
| Mister Popularidad | - Vietnam - Nguyễn Văn Sơn       |
| Mister Físico      | - Puerto Rico - José López       |
| Mejor Traje típico | - Tailandia - Apiwit Kunadireck  |
| Mejor Modelo       | - Corea del Sur - Yun Theho      |
| Mejor Talento      | - Indonesia - Fajar Alamsyah     |

## Candidatos
21 países compitieron por el título de Mister Global 2015:
| - Australia - Get Pavlic - Brasil - Anderson Tomazini - Camboya - Chun VirakKosal - Chile - Cristóbal Álvarez - Corea del Sur - Yun Theho - Filipinas - Joseph Doruelo - Francia - Bryan Weber - India - Sandeep Sehrawat - Indonesia - Fajar Alamsyah - Letonia - Guntars Logins | - Líbano - Mohammad Akl - Malasia - Tuan Mohd Faiz - Myanmar - Min Lu Lu - Perú - Bruno Yáñez - Puerto Rico - José López - República Checa - Jakub Šmiřák - Singapur - Ice Asher Chew - Sri Lanka - Madura Peiris - Tailandia - Apiwit Kunadireck - Venezuela - Yuber Jiménez - Vietnam - Nguyễn Văn Sơn |

## Sobre los países en Mister Global 2015

### Naciones debutantes
- Australia
- Brasil
- Camboya
- Chile
- India
- Letonia
- Líbano
- Perú
- Puerto Rico
- República Checa
- Venezuela

### Naciones retiradas
- Cabo Verde
- Canadá
- Costa Rica
- Estados Unidos
- Guam
- Kirguistán